# Dr. Pop

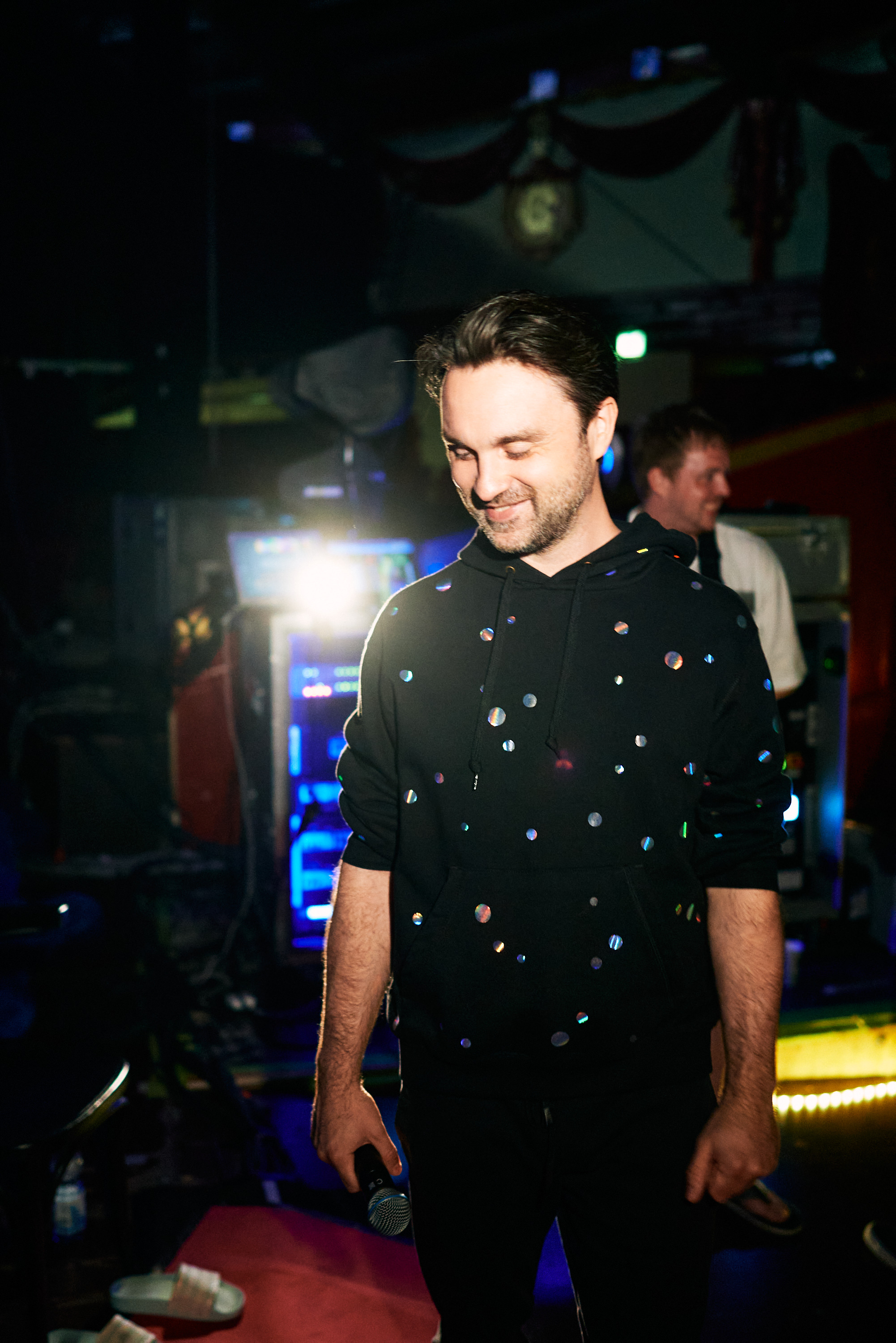
Dr. Pop

Dr. Pop (* 1. Juli 1982 in Essen als Markus Henrik) ist ein deutscher Musikkabarettist, Stand-Up-Comedian, Moderator, Autor und Musikwissenschaftler. Er lebt in Berlin. Bekanntheit hat er unter anderem durch seine eigene Fernsehsendung im Rundfunk Berlin-Brandenburg, Auftritte in Kabarett- und Comedy-Fernsehsendungen, durch seine wöchentliche Radiokolumne Dr. Pops Tonstudio bei radioeins sowie durch Bücher wie Dr. Pops musikalische Sprechstunde erlangt.
Kennzeichnend für das Werk von „Dr. Pop“ sind Analysen und Persiflagen von musikbezogenen Phänomenen der Kultur und Gesellschaft sowie von Werken und Interpreten der Popmusik, die dann ihrerseits in Form von satirischen Kolumnen, Songs und Videos dargeboten werden. Zentral für seine Arbeit ist zudem das Aufzeigen positiver Wirkungen von Musik auf die Gesundheit des Einzelnen und die Gesellschaft insgesamt.

## Leben und Wirken
Nach seinem Abitur am Gymnasium an der Wolfskuhle in Essen studierte er an der Universität Paderborn und Hochschule für Musik Detmold den Bachelor-Studiengang Populäre Musik und Medien. Währenddessen absolvierte er ein Auslandssemester an der University of Salford Manchester und schloss im Anschluss sein Master-Studium im Fach Popular Music Studies an der University of Liverpool ab. Beide Studiengänge absolvierte er mit Auszeichnung. Während seines Studiums wurde er als Stipendiat von der Studienstiftung des deutschen Volkes aufgenommen. An der Humboldt-Universität zu Berlin promovierte er bei Peter Wicke zum Thema „Orientalismus in der Popmusik“. Die Doktorarbeit wurde 2013 im Tectum Wissenschaftsverlag publiziert.
Er arbeitete als Dozent der Humboldt-Universität zu Berlin für Medien- und Musikwissenschaften und wurde als Vortragender zu wissenschaftlichen Konferenzen innerhalb Deutschlands sowie nach Finnland, Norwegen, Dänemark und Großbritannien eingeladen. Als Musikexperte wurde er u. a. von der Gewerkschaft der Polizei konsultiert. Am 12. April 2024 gestaltete er als Gastdozent auf Einladung der Musikhochschule Lübeck ein Blockseminar zum Thema „Kreativität durch Fehler und Zufälle in der Musikgeschichte“.

### Radio und Fernsehen
Unter dem Namen Markus Henrik und später als Dr. Pop hat er zahlreiche Radiokolumnen veröffentlicht. Zunächst bei 1 Live vom WDR und N-Joy vom NDR unter dem Namen Markus Henrik in der Radiocomedy „Generation Protest“. Anschließend als Dr. Pop bei WDR2, hr1 und SWR3. Für seine wöchentliche Radiokolumne Dr. Pops Tonstudio bei radioeins vom RBB wurde er 2019 von der Jury des Grimme-Institut beim Deutschen Radiopreis in der Kategorie „Beste Comedy“ nominiert. Seit Juni 2022 ist er zudem einmal monatlich bei radioeins vom RBB live im „studioeins“ auf Sendung. 2020 moderierte er die Musiksendung Dr. Pops Sprechstunde im RBB Fernsehen. Er trat in mehreren TV-Formaten auf. In der ZDF-Sendung „Comedy for Future“, im BR bei „Asül für alle“, beim großen Kleinkunstfestival vom RBB, in „Olafs Klub“ beim MDR, bei „Drei. Zwo. Eins Michl Müller“ in der ARD oder beim „Prix Pantheon“ des WDR.
Zudem ist er als Gesprächspartner bei Musikdebatten gefragt. Im Zuge der Kontroverse um den Song Layla gab er dem Redaktionsnetzwerk Deutschland ein ausführliches Interview. Er wurde im Deutschlandfunk, bei WDR5, im BR2-Tagesspräch und in der Nachrichtensendung BR24 live als Experte zur Causa befragt. Am 3. Februar 2023 war Dr. Pop 45 Minuten zu Gast im TV-Format „studio 3“ im RBB-Fernsehen. In der TV-Sendung „Rhythm is a dancer: 30 Jahre Eurodance“ auf VOX erklärte Dr. Pop im März 2023 in mehreren Sequenzen, mit welchen Synthesizern und Drumcomputern Songs aus dem Bereich Eurodance in den 1990er Jahren produziert wurden. Im Vorfeld des Eurovision Song Contest 2023 war Dr. Pop als Experte live bei RTL Television in der Sendung Stern TV zu Gast und analysierte in einer Liveschalte nach Liverpool zur Band Lord of the Lost ihren ESC-Beitrag „Blood & Glitter“. Des Weiteren war er zu dieser Thematik erneut Gast im Sat.1-Frühstücksfernsehen und gab Interviews für mehrere Radiostationen, u. a. beim Mitteldeutschen Rundfunk in der Sendung „Der Redakteur“. Im Sommer 2023 war er in der WDR 5 Sendung Satire Deluxe zum Thema „Sommerhits“ zu Gast. Im Deutschlandfunk wurde er in der Reihe „Denk ich an Deutschland“ zu seinen Gedanken zu Deutschland vor dem Hintergrund seiner Auslandserfahrungen in Großbritannien befragt und im Format „Querköpfe“ in seiner Arbeit als Musikkabarettist porträtiert. Im Oktober 2023 war er in der zweistündigen SWR-Sendung SWR1-Leute zu Gast. Das ZDF engagierte ihn für das Format Terra Xplore als Musikexperten in der Sendung „Feel-Good-Songs: Wie Musik Emotionen weckt“. Am 14. Februar 2024 spielte Dr. Pop ein Solo-Programm im Funkhaus vom WDR im Rahmen der Reihe WDR 2 – Lachen live die Aschermittwochsshow. Am 11. April 2024 trat er Sat.1-Frühstücksfernsehen auf und sprach über eine Musikstudie, die eine thematische Veränderungen von Songinhalten zwischen 1980 und 2020 feststellte. Am 30.4.24 trat er an selber Stelle in dem TV-Format auf und sprach über musikalische sowie marketingspezifische Erfolgsstrategien von Taylor Swift. Im SR 2 Kulturradio wurde er am 2. Mai 2024 zur 125. Ausgabe der Bravo Hits befragt und berichtete über den Verkaufsrückgang von CD und dem Zuwachs im Absatz von Schallplatten und teilweise Kassetten. Im Sommer 2024 trat er als Musikexperte in der vierteiligen Serie "Hits, Hits, Hits" in Sat.1 in einem Tonstudio in Erscheinung und demonstrierte an Instrumenten und Effektgeräten Soundelemente von Welthits. Im ZDF-Format 13 Fragen zum Thema "Kunst, Kultur, KI" war Dr. Pop Teil der Diskussionsrunde. Für die ZDF-Sendung Hallo deutschland analysierte er den Song "Last Christmas" von Wham! zum 40-jährigen Jubiläum.

### Bücher
Sein Romandebüt Copy Man: Ein Praktikantenroman erfolgte 2010 im Eichborn Verlag. Die Literaturfachzeitschrift Literaturen kommentierte: „In Form einer Satire und mit viel Wortwitz bringt Henrik ein ernstes und aktuelles Thema zur Sprache.“ Das Buch wurde von der Deutschen Blindenstudienanstalt e.V. in Braille übersetzt. Anschließend veröffentlichte Henrik 2012 „Das WG-Lexikon: Party, Protest und Prokrastinieren“ Eichborn Verlag, zu dem SPIEGEL ONLINE eine achtteilige Serie mit Buchauszügen herausgab. 2013 erschien „Orientalismus in der Popmusik“ im Tectum Wissenschaftsverlag. 2021 publizierte Markus Henrik das Buch „Dr. Pops musikalische Sprechstunde“ im Heyne Verlag. Die Buchpremiere fand am 12. Juli 2021 im Tipi am Kanzleramt statt und wurde live im Radio übertragen. Das gleichnamige Hörbuch erschien bei Wort-Art. Das Buch wurde auf Koreanisch übersetzt und erschien im März 2022 in Südkorea im Verlag Whale Books.

### Bühne
Dr. Pop steht mit seinem ständig aktualisierten Solo-Programm „Hitverdächtig: Die Musik-Comedy-Stand-up-Show“ regelmäßig auf der Bühne. Auftritte u. a. im Theaterhaus Stuttgart, in der KÄS Frankfurt a. M., im Unterhaus Mainz, Savoy Theater Düsseldorf, im Pantheon-Theater Bonn, in der Comedia in Köln, im Schlachthof München, im Central-Kabarett Leipzig oder Ebertbad Oberhausen. 2022 gewann er den seit 1980 stattfindenden Kabarett-Wettbewerb „Lüdenscheiner Lüsterklemme“.
In Mix-Shows ist er in Formaten wie Night-Wash, Quatsch Comedy Club oder bei der Komischen Nacht zu sehen. Als Support-Act ist er bei Carolin Kebekus‘ Solo-Show „Pussy Nation“ in Münster in der Messehalle, in Düsseldorf in der Mitsubishi-Halle sowie mehrfach in München im Circus Krone aufgetreten. 2021 war er Moderator beim großen radioeins-Abend in der Waldbühne Berlin. Im Juni 2022 Laudator beim LEA-Award in der Festspielhalle Frankfurt. Am Bochumer Schauspielhaus hat Dr. Pop gemeinsam mit Frank Goosen das Format „Goosens neue Bücher“ zwischen 2013 und 2018 gestaltet. Beide Bühnenpartner machen weiterhin vereinzelt gemeinsame Veranstaltungen. Regelmäßig tritt Dr. Pop im Berliner-Kabaretttheater Die Wühlmäuse auf. Seit 2023 macht er zum Jahresende im Rahmen seines Soloprogramms „Hitverdächtig“ einen musikalischen Jahresrückblick. Am 2.6.24 trat er gemeinsam mit dem Beethoven Orchester Bonn im Pantheon-Theater zum Thema „Pop meets Classic“ mit Vortragsanteilen und gemeinsamen Musikstücken auf. Am 26.7.24 moderierte er das 20-jährige Jubiläum vom Rock’n’popmuseum in Gronau (Westf.) und wurde als „wandelndes Lexikon des popmusikalischen Kosmos“ umschrieben, „(...) nicht akademisch-trocken, sondern mit zahllosen Tonbeispielen und witzigen Anekdoten“. Der Nordkurier rezensiert die Show "Hitverdächtig" mit folgenden Worten: "Doch bei all dem Sarkasmus und der beißenden Ironie lässt Dr. Pop nie vergessen, wie sehr er die Musik liebt, wie zugewandt er dem Thema Musik ist und wie sehr es ihn auch nach jahrzehntelanger intensiver wissenschaftlicher Auseinandersetzung mit der Musik immer noch berührt, dass Musik eine der wichtigsten emotionalen Ausdrucksformen des Menschen ist."

## Preise und Nominierungen
- 2019: Nominierung von Dr. Pops Tonstudio von der Jury des Grimme-Instituts für den Deutschen Radiopreis als „Beste Comedy“
- 2020: Finalist beim Bonner Prix Pantheon des WDR
- 2022: Gewinner der Lüdenscheider Lüsterklemme[30]
- 2022: Gewinner Jurypreis Herborner Schlumpeweck[31]
- 2023: Gewinner des Recklinghäuser Comedypreis Kleiner Hurz[32]
- 2023: Gewinner der „Lachenden Träne“ vom Comedy-Frühling
- 2023: Stuttgarter Besen, Gerhard-Woyda-Publikumspreis[33]
- 2024: Tuttlinger Krähe (Sonderpreis der Jury)[34][35][36]
- 2025: Gewinner Spezialist des Spezial Club (Sparte Kabarett)[37]

## Sonstiges
In seiner Jugend wurde er zweimal deutscher U20-Meister im Schach mit der SG Bochum 31. Dr. Pop ist im Tierschutz engagiert und produzierte Videos zum Thema „Spenden statt Böllern“. Er absolvierte beim Tag der offenen Tür vom Tierheim Berlin am 15. September 24 einen Benefizauftritt und übernahm eine Patenschaft für Katzen.